# Victor-Jean-Edmond Gillard
Victor-Jean-Edmond Gillard, francoski general, * 1878, † 1968.